# Centro de Documentación PIT-CNT
El Centro de Documentación PIT-CNT - Comisión Fundadores (CDOC) fue creado en 2018 como archivo histórico y biblioteca para afiliados y, en general, para todos los trabajadores de Uruguay. Se encuentra ubicado en Eduardo Acevedo 1400, Montevideo.
Su objetivo principal es conformarse como un centro especializado en la temática sindical a partir de la recopilación, organización y difusión de documentación relativa al tema. Asimismo, busca promover la creación de centros similares con el fin de recuperar las fuentes de la historia de los trabajadores en Uruguay y contribuir en los procesos formativos y de investigación del Instituto Cuesta Duarte.

Su misión y visión son:
Conocer, divulgar, educar sobre la historia de la clase trabajadora, su protagonismo en las luchas sociales y políticas y en la elaboración de soluciones frente a las crisis, reconstruir los recuerdos, los testimonios, la identidad, el orgullo y la conciencia de pertenecer a ella, constituye un desafío que debemos abordar.
Generar contenidos que den cuenta de la historia del movimiento sindical en nuestro país. En este sentido, registrar la palabra de los dirigentes de nuestra central es una deuda pendiente que estamos a tiempo de saldar y en la que no podemos continuar omisos.
Interactuar en forma permanente y por diversos medios con su público objetivo y con centros documentales de centrales sindicales de otros países, de esa manera se produce un impacto que posibilita una retroalimentación y compromiso con la temática.

## Historia
En 2013 se realizó una convocatoria a las Primeras Jornadas de Investigación PIT-CNT- Udelar con el objetivo de convocar a investigadores para dialogar sobre los problemas del mundo del trabajo en Uruguay. Como resultado de este diálogo, se conformó una comisión entre la central sindical y la entonces Escuela Uruguaya de Bibliotecología y Ciencias Afines (EUBCA, actual Instituto de Información de la FIC) con el fin de recuperar las fuentes documentales dispersas en sindicatos, archivos personales y otras bibliotecas especializadas y archivos históricos.
La comisión estuvo integrada por miembros de la Comisión de Fundadores del PIT-CNT, representantes del Instituto Cuesta Duarte y representantes de los órdenes estudiantil, docente y egresados de la EUBCA. Funcionó desde 2014 hasta 2018. Ese último año la comisión elaboró un proyecto para la creación de un centro de documentación que envió al Parlamento a fin de obtener los recursos necesarios para su establecimiento. El proyecto fue aprobado por unanimidad. A partir de noviembre de 2018, el Centro de Documentación se estableció en la calle Eduardo Acevedo 1400 de la ciudad de Montevideo y abrió sus puertas al público en mayo de 2019.

## Colecciones
El acervo está compuesto por colecciones de documentos y libros que han ingresado por donación de sus titulares o por sus descendientes.

### ColecciónHéctor Rodríguez
Conformada por 12 cajas con alrededor de 2500 piezas documentales simples y compuestas. Sus fechas extremas van de 1906 a 1996. Se trata de documentos informativos, imperativos y probatorios en originales y copias, fundamentalmente de tipo textual e iconográfico. Comprenden informes, notas, cartas, anotaciones, publicaciones, recortes de prensa, volantes y afiches. Algunas de las piezas documentales de esta colección se encuentran digitalizadas y publicadas en Sitios de memoria Uruguay.
Además de los documentos de archivo, la colección está integrada por su biblioteca personal cercana a los mil volúmenes.

### Colección Correspondencia de la CNT en el exilio
Conformada una caja de documentos con la correspondencia mantenida por los dirigentes de la central sindical en el exilio entre los años 1973 y 1985.

### Colección José María Calvete
Conformada por 480 piezas documentales simples y compuestas Sus fechas extremas van de 1959 a 1996. Se trata de documentos del sindicato de la Asociación de Bancarios del Uruguay (AEBU) que incluyen publicaciones propias, prensa y recortes de prensa y volantes.

## Actividades
En convenio con la Facultad de Información y Comunicación de la Universidad de la República, se llevan adelante actividades de extensión universitaria, prácticas pre-profesionales y digitalización de archivos.
También se desarrollan actividades de relacionamiento con la comunidad en apoyo a las iniciativas de los trabajadores en áreas similares como la creación de la Biblioteca Central del SUNCA en diciembre de 2020. En esta misma línea de acción, se dictan talleres para la gestión de archivos en sindicatos tanto administrativos como históricos.
Se llevan adelante clubes de edición en conjunto con Wikimedistas de Uruguay que abordan temas de género y sindical que ya llevan dos ediciones: Editatona Mujeres que luchan y Club de edición del movimiento sindical uruguayo.